# Вресово
Вре́сово (болг. Вресово) — село в Бургаській області Болгарії. Входить до складу общини Руєн.

## Населення
За даними перепису населення 2011 року у селі проживала 1001 особа.
Національний склад населення села:
| Національність   | Кількість осіб | Відсоток |
| ---------------- | -------------- | -------- |
| турки            | 463            | 46,3%    |
| цигани           | 416            | 41,6%    |
| болгари          | 117            | 11,7%    |
| інша             | 0              | 0%       |
| не визначились   | 3              | 0,3%     |
| Всього відповіли | 999            |          |

Розподіл населення за віком у 2011 році:
Динаміка населення: